# Chen Hong (pintora)
Chen Hong (chino simplificado:陈红, pinyin:Chén Hóng, septiembre de 1973, provincia de Anhui, República Popular China) es una pintora expresionista china.

## Formación
Tercera hija de la pareja formada por el pintor y maestro acuarelista Chen Weizhong y la maestra escolar Zhou Mengxiong. Hizo sus estudios de Pintura en la Academia de Bellas Artes de Anhui. 
Al terminar sus estudios ingresó en la misma institución como maestra de pintura al óleo, desempeñando la enseñanza durante más de una década.
Luego de dos décadas como pedagoga y creadora artística en agencias de publicidad, desde fines de 2016 se dedicó por completo a la producción de obras de caballete en gran formato.

## Técnica
Poseedora de excepcionales dotes para el dibujo y el manejo del color, sus obras se caracterizan por trazos firmes y una paleta de colores limpios.
El desarrollo y perfeccionamiento de estas habilidades le han permitido desarrollar una extensa obra de pinturas "alla prima", es decir,  elaboradas en una sola sesión.

## Temática
Medio centenar de obras de gran formato y otro tanto de cuadros menores, elaborados en el año 2016, incluyen cuatro grandes temas:
- Retrato
- Figura humana y Desnudo
- Flores
- Paisajes
- Bodegones
Chen es considerada como una innovadora en el género pictórico del bodegón, al introducir una perspectiva relativamente aérea, conservando la tridimensionalidad de los objetos representados. 
Entre sus bodegones se destaca la serie denominada "La cena". 
"En la primera parte de esta serie, la artista aborda un fenómeno típico de las sociedades bajo la influencia de la cultura china: el derroche de platos a la hora de comer. Pero más que en la presentación de los alimentos, el pincel se adentra en el final del banquete; es decir, el "abandono de la mesa".
"Real, o no, el abandono de la mesa implica la satisfacción de una básica necesidad conjugada con una doble satisfacción  espiritual: la belleza de los objetos del manyar cotidiano y la ostentación del poder económico de los comensales o sus anfitriones"''
Aunque influenciada por Lucian Freud y los neoexpresionistas Markus Lüpertz y David Hockney, el tratamiento de sus pinturas deja entrever cierta remembranza de la pintura china, en particular el manejo de los contornos.